# Cecil McBee (márkanév)
A Cecil McBee (セシルマクビー) japán divatmárka, az Ank Rogue mellett a Japan Imagination Co., Ltd. (株式会社ジャパンイマジネーション) első számú női divatmárkája.

## A márka története
A Cecil McBee (セシルマクビー) katakanás alakját 1984-ben jegyezte be a japán Delica nevű cég. A márka elsősorban a tizenéves nőket célozza meg az „aranyos”, ám viszonylag olcsó termékeivel. A Cecil McBee zászlóshajó-üzlete a sibujai 109 üzletkomplexum épületében van. A cég 1996-ban körülbelül 23 millió amerikai dollárnak megfelelő Cecil McBee-terméket adott el, míg 2002-ben már 112 millió dollárnyit. 1995-ben Cecil McBee amerikai dzsesszzenész megtudta, hogy a Delica az ő beleegyezése nélkül használja a nevét, ezért egy amerikai ügyvédhez fordult, aki azonban azt mondta neki, hogy nem valószínű, hogy a Delicát az Amerikai Egyesült Államokban bíróság elé lehetne állítani. Ezután McBee egy japán ügyvédhez fordult, akinek segítségével felszólították a Delicát, hogy hagyjanak fel a nevének használatával. A Delica visszautasította a követeléseket, így McBee a Japán Szabadalmi Hivatalhoz (JPO) fordult, hogy tegyék semmissé a cég Cecil McBee latin betűs alakjának végjegybejegyzését. A szabadalmi hivatal helyet adott a követeléseknek, azonban a Delica a Tokiói Legfelsőbb Bíróságon fellebbezett, ahol érvénytelenné tették a szabadalmi hivatal döntését. McBee fellebbezett a Tokiói Legfelsőbb Bíróságon, azonban kérelmét elutasították, hiszen ugyan a japán törvények védik a személyek teljes nevének kihasználását, azonban a zenész teljes neve Cecil LeRoy McBee és nem Cecil McBee. 2001 decembere és 2003 eleje között McBee felbérelt három nyomozót, hogy próbáljanak meg Cecil McBee-termékeket rendelni a cég weboldalán keresztül az Amerikai Egyesült Államokba, hogy ügyét az amerikai bíróságok elé vihesse. A Delica 2002 elején érvénybe lépő irányelve szerint nem szállítanak termékeket az Egyesült Államokba, így McBee nem tudta bizonyítani, hogy közvetlenül a cégtől érkezett meg a megrendelt termékek. 2002. október 1-jén McBee a Lanham-törvény alatt hamis reklámozásra és védjegyhígításra hivatkozva a portlandi bírósághoz fordult, ahol a bíró azt javasolta a zenésznek, hogy követeljen kártérítést, azonban a márka termékeinek Maine államon kívüli értékesítésének leállítására nem kérhet végzést.